# KAMAZ-54901
KAMAZ-54901 — російський магістральний сідловий тягач лінійки п'ятого покоління (К5), що випускається ПАТ «КАМАЗ». Є наступником тягача КАМАЗ 5490 і випускається паралельно з ним з 2019 року.

## Локалізація
Локалізовано виробництво головок блоку, колінвалів, маховика, піддону двигуна, картера зчеплення та інших деталей.

## Оцінки та критика
Автомобіль викликав інтерес у спеціалізованих російських ЗМІ галузі автомобілебудування. Журнал «за кермом» відзначив нову кабіну, каркас якої взято від Mercedes-Benz Actros МР4 (четвёртого покоління). Також журнал зазначив, ціна автомобіля змусить його конкурувати з КамАЗ-6520 і КАМАЗ 6580. КАМАЗ-54901 став номінантом Гран-прі «за кермом» — Комерційні автомобілі 2021.
Кабіну також відзначив журнал «Спецтехніка та комерційний транспорт».
«Вантажівка прес» відзначив впровадження безлічі електронних систем і мобільних додатків.

## Двигуни
- 11,9 л КамАЗ-910.15 І6 (це дещо змінений двигун Liebherr D946 розробки швейцарської компанії Liebherr-International AG) потужністю 450 к.с. 2300 Нм (К5)
- 13,0 л КамАЗ-910.50 І6 (К5 Нео)